# 1235 Schorria
Az 1235 Schorria (ideiglenes jelöléssel 1931 UJ) egy marsközeli kisbolygó. Karl Wilhelm Reinmuth fedezte fel 1931. október 18-án, Heidelbergben.